# Liste des stations de radio en Libye
Cet article présente la liste des radios en Libye.

## Radios nationales

### Publiques
- L'Office général de la radio et de la télévision libyenne - abrégé en ORTL - est l'organisme public de radiodiffusion national de la Libye :
  - Radio Libya
  - Al-Shababiyah
  - Al-Itha'ah al-Wataniya
- BBC WS Arabic
- Monte Carlo Doualiya
- Voice of Free Libya

### Privées
Des dizaines de stations de radio, dont beaucoup sont privées, diffusent depuis des villes libyennes et des centres médiatiques du Moyen-Orient. Le BBC World Service Arabic diffuse sur 91,5 FM à Tripoli , Benghazi et Misrata:
- Libya FM
- Tribute FM
- Hala Sabratha
- Lebda FM
- Libo FM
- Libyana Hits
- Radio Sawa Libya
- Alghad FM
- Al Aan FM